# Cincinnati Mohawks
Die Cincinnati Mohawks waren ein US-amerikanisches Eishockeyfranchise der American Hockey League aus Cincinnati, Ohio. Die Spielstätte der Mohawks war der Cincinnati Gardens.

## Geschichte
Das Franchise der Cincinnati Mohawks wurde zur Saison 1949/50 als Expansionsteam in die American Hockey League aufgenommen. Nachdem die Mohawks in ihren ersten beiden AHL-Spielzeiten noch jeweils die Playoffs verpassten, erreichten sie in der Saison 1951/52 die zweite Runde, in der sie den Providence Reds in der Best-of-Five-Serie mit 1:3 unterlagen. Zuvor hatte Cincinnati mit einem Sweep die Best-of-Five-Serie gegen die Buffalo Bisons für sich entschieden. 
Vor der Saison 1952/53 wechselten die Mohawks in die International Hockey League, in der sie in ihren ersten fünf Spielzeiten auf Anhieb jeweils den Turner Cup als Playoff-Sieger gewannen. Zudem waren sie 1958 die punktbeste Mannschaft der regulären Saison. Trotz dieser Erfolge wurde das Franchise 1958 aufgelöst. 
Die Lücke, die von den Cincinnati Mohawks hinterlassen wurde, füllten die AHL-Clubs Cincinnati Swords (1971–1974) und Cincinnati Mighty Ducks (1997–2005), sowie die Cincinnati Stingers aus der World Hockey Association (1975–1979) und die Cincinnati Cyclones, die von 1992 bis 2001 ebenfalls in der IHL, sowie von 1990 bis 1992 und 2001 bis 2004 in der ECHL spielten, in der sie seit 2006 wieder vertreten sind.

## Saisonstatistik (AHL)
Abkürzungen: GP = Spiele, W = Siege, L = Niederlagen, T = Unentschieden, OTL = Niederlagen nach Overtime SOL = Niederlagen nach Shootout, Pts = Punkte, GF = Erzielte Tore, GA = Gegentore, PIM = Strafminuten
| Saison  | GP | W  | L  | T  | OTL | SOL | Pts | GF  | GA  | Platz    | Playoffs                                                                             |
| 1949/50 | 70 | 19 | 37 | 14 | —   | —   | 52  | 185 | 257 | 5., West | nicht qualifiziert                                                                   |
| 1950/51 | 70 | 28 | 34 | 8  | —   | —   | 64  | 203 | 228 | 5., West | nicht qualifiziert                                                                   |
| 1951/52 | 68 | 29 | 33 | 6  | —   | —   | 64  | 183 | 228 | 3., West | 1. Runde: Sieg, 3:0 gg. Buffalo Bisons 2. Runde: Niederlage, 1:3 gg. Providence Reds |

## Team-Rekorde (AHL)

### Karriererekorde
Spiele: 181  Ivan Irwin
Tore: 37  Bert Hirschfeld
Assists: 82  Tod Campeau
Punkte: 117  Tod Campeau
Strafminuten: 370  Ivan Irwin